# Trioza rotundata
Trioza rotundata är en insektsart som beskrevs av Flor 1861. Trioza rotundata ingår i släktet Trioza och familjen spetsbladloppor. Enligt den finländska rödlistan är arten nära hotad i Finland. Arten är reproducerande i Sverige. Artens livsmiljö är bäckar. Inga underarter finns listade i Catalogue of Life.